# 太川蛭子の旅バラ
『太川蛭子の旅バラ』（たがわえびすのたびバラ）は、テレビ東京系列で2019年4月18日から同年12月25日まで放送されていた旅バラエティ番組。太川陽介と蛭子能収の冠番組。

## 概要
『土曜スペシャル』枠で不定期に放送していた『ローカル路線バス乗り継ぎの旅』を2017年1月2日放送分に卒業した太川・蛭子コンビを再び主役に迎えて、複数の新たな旅企画を放送する番組としてレギュラー化したもの。
2018年9月8日・12月8日・2019年3月9日の『土曜スペシャル』で放送した『太川・蛭子のローカル鉄道寄り道の旅』をメイン企画とした。
2019年3月14日には、レギュラー化前の番宣を兼ねて『太川・蛭子のローカル鉄道寄り道旅　絶景の日本海！青森からめざせ秋田・角館』、同年3月23日には『蛭子さんの新企画が始動！蛭子能収のひとりで行けるかな？ 早春の富士五湖』を放送した。
2019年5月9日には番組内新企画『バス旅』として『土曜スペシャル』で好評だった太川・蛭子コンビの『ローカル路線バス乗り継ぎの旅』を約2年4カ月ぶりに復活させると発表、同月16日にその第1弾を放送した。
2019年8月29日放送分の終わりに太川と蛭子から、番組の放送時間が同年10月より水曜日19:54 - 21:00へ移動になることが発表された。なお、テレビ東京系列が水曜日20時台の1時間枠で旅番組を放送するのは、2015年3月11日に終了した『にっぽん!いい旅』以来で約4年半ぶりとなった。
枠移動後の初回から前枠の19時台番組『ソレダメ!〜あなたの常識は非常識!?〜』と隔週交代で拡大2時間番組（18:55 - 21:00） として放送していた。このため、結果的に枠自体の1時間だけで放送されたことは一度もなかった。 

### レギュラー放送の終焉
2019年11月13日放送分の終わりに、太川と蛭子から同年12月25日の放送で終了することが発表された。
2019年12月25日放送の『最終回 バス旅2019ラストラン2時間半SP 郡山〜銀山温泉』をもって、番組開始からわずか約9カ月（3クール）で終了を迎える。2007年10月20日に『土曜スペシャル にっぽん列島横断 ローカルバス乗り継ぎの旅』として始まった太川・蛭子コンビによる旅番組シリーズが、約12年2カ月の歴史に幕を下ろした。

### レギュラー放送終了後の動き
2020年1月4日（12:30 - 15:00）に一部地域で放送された『太川蛭子の旅バラ予習復習【路線バスVS鉄道対決旅2時間SP 盛岡〜八甲田山】』（2019年11月13日放送分の再放送）において、当番組の企画であった『バスvs鉄道乗り継ぎ対決旅』の新作を特番として放送することが発表された。
2020年1月18日には、太川陽介率いる路線バスチーム（蛭子は参加しない）と村井美樹率いる鉄道チームによる『バスvs鉄道乗り継ぎ対決旅』の第2弾を、2020年
1月15日から暫定的に当番組を引き継いだ『水バラ』枠で放送すると発表、同月29日に放送された。
2020年3月10日に書面で行った「4月期の番組改編発表」の中で、『水バラ』の正規枠化と『バスvs鉄道乗り継ぎ対決旅』のシリーズ化を発表した。公式ホームページのURｌは変更されたが、公式のtwitterアカウント（@tvtokyo_tagaebi）は、『太川蛭子の旅バラ』のものをそのまま使用している。
2025年7月4日（金曜日）の『バスvs鉄道乗り継ぎ対決旅』第24弾から、放送枠の名前を『水バラ』から『旅バラ』に変更して、水曜日の放送に限らなくなることが発表された。

## 放送内容・企画

### ローカル鉄道寄り道旅
- 旅人（太川陽介、蛭子能収）
- 第7弾より女性ゲストは“マドンナ”と表示[9]。
- ルール
  - 運賃以外の料金が発生する特急列車及び新幹線などは利用できない。
  - 1泊2日でゴールを目指す。
  - 無事にゴールできれば、ご褒美を獲得できる。
  - （第8弾から）
    - ルーレットを回して出たマスの分だけ進み、その駅で下車して「名所」を見つける。名所の認定は、第7弾で導入したリストに記載されているかで判定。
    - 下車した駅で「名所」を見つけられなければ、再度ルーレットを回して出た分だけ戻る。

  - （第7弾まで）
    - 目標の金額を貯めて、決められた時間までにゴールする。
    - 旅の資金は、途中下車した駅で名所・名物を堪能すると、駅ごとに設定された金額がゲットできる。金額は、乗降客数が多い駅は少額で、乗降客数が少ない駅ほど高額に設定されている。降車駅は自由に選択可能。
      - 旅の資金は、第6弾までは下車時に支給、名所・名物が堪能できなければ同額を没収されていたが、第7弾では下車時に資金は支給せず、駅に戻った時点で名所・名物が堪能できていれば支給された。
      - 名所・名物の認定は当初、下車した駅で地元の人からその土地ならではの名所・名物であると認めて貰う事が条件だったが、第7弾では観光協会や鉄道会社、地元のタウン誌が駅ごとに名所を事前にピックアップしたリストに載っているものが堪能できていれば認定となった[10]（このルールにより偶然旅の資金を獲得するということもある。実際に第7弾の松阪駅で、昼食を食べようとしたが満席で取材許可が下りず、駅弁を購入したところ、その駅弁がリストに入っており資金1000円を獲得した）。

    - 下車駅での宿泊費など所持金が足りない場合には、前借りすることができる（宿泊施設が1カ所しかないが所持金が足りない場合や、所持金ギリギリまでタクシーに乗ろうとしたが降りる直前にメーターが上がってしまった場合など緊急事態に限る）。
    - 制限時間内にゴールして、所持金が各回ごとの設定された目標金額を上回っていれば成功。

※2021年12月4日、ぺこぱを旅人とした新シリーズ『土曜スペシャル ぺこぱのローカル鉄道寄り道旅』を放送。

### 蛭子能収のひとりで行けるかな?
- 旅人（蛭子能収）
- ナレーター（太川陽介）
- ルール
  - 旅の開始時に決まった額の旅の資金を支給。
  - 資金をやりくりしながら制限時間内でのゴールを目指す。
  - ゴール時までに資金が残れば蛭子にプレゼント。ゴールできなければ没収。
  - 旅の途中で現れるゲストに資金を使っておもてなしをしなければならない。

### 太川蛭子のバス旅
- 太川と蛭子がレギュラー出演していた土曜スペシャル『ローカル路線バス乗り継ぎの旅』を、ルールに多少の変更を加えて再企画化したもの。
- 第2弾より女性ゲストは“マドンナ”と表示[11]。
- 旅人（太川陽介、蛭子能収）
- ルール
  - ローカル路線バスを乗り継ぎ、1泊2日（第4弾、第5弾は2泊3日）、制限時間内（終バスまでではなく、時刻が設定される）でのゴールを目指す。
  - インターネットによるルートや宿などの情報収集は禁止。地図や時刻表、案内所や地元の人からの聞き込み情報を元にルートを決める。
  - 路線バスがつながらない区間の移動や時間短縮のため、合計1万円（最終回となった第7弾のみ5人で2台利用につき2万円）まで何回もタクシーを利用できる。また、観光目的でタクシーを使って観光場所へ移動する場合は1万円以内のタクシー代にはカウントされない。

### えびつるの勝手に村おこし旅
- 旅人（蛭子能収、つるの剛士）
- 見届け人（太川陽介）
- ルール
  - 第1弾：煮る、揚げる、蒸すことのできる「焼き芋カー」で地域を巡り、蛭子さんの描いた似顔絵と物々交換で土地の絶品食材を手に入れ、村おこしになりそうな田舎料理を作る。
  - 第2弾：軽自動車の「蛭子ワゴン」で地域を巡り、蛭子の描いた似顔絵と物々交換で村おこしになりそうな土地の名品を見つける。

### ローカルすぎバスツアーの旅
- 旅人（太川陽介、蛭子能収）
- 内容：ゲストとともに地域密着型のローカルバスツアーに参加して紹介する。

### バスvs鉄道乗り継ぎ対決旅
- 内容：太川率いる路線バスチーム[注 2] と村井美樹率いる鉄道チームが、チェックポイントをクリアしながら1泊2日でゴールの先着を目指す。
  - 第13弾では、舞台公演[12] のため参加できない太川の代役として高島礼子がバスチームのリーダーを務めた[13]。
- ルール
  - ゴールに先着したチームの勝利。第3弾以降は、「ゴールにある宝箱の旗をゲットしたチームの勝利」となった[14]。
  - チェックポイントでのミッション（自撮り等）は先着したチームから挑む。失敗したら後着したチームに交代しなくてはならない（相手チームが追いついていなければ失敗しても何度でもできる）。
  - ゴールの制限時間に間に合わなかったり、2日目までにミッションをクリアできなかった場合は失格となる。そのため、必ずどちらかがゴールできるとは限らず、両者が失格の状態（最終日である2日目までにチェックポイントの決められた時間に両者とも間に合わずミッションをクリアできないなど）となる可能性も存在する。
    - 第12弾では2日目に、鉄道チームがチェックポイントとなった施設の最終入場時刻（17:00）に間に合わず失格となった。
    - 第14弾と第20弾では2日目に、バスチームがロケ終了直後に帰京する必要があったために設定された制限時間（20:00頃）までのゴールが見込めないとして失格になった[15]。

  - それぞれ2日間で合計1万円までタクシー（回によってはフェリーやレンタサイクルなども含む）を利用できる（1万円を超えると失格）。回によっては、チェックポイントへの先着ボーナスとして金額が加算される場合もある。
    - （第14弾、第23弾）ミッションクリアに必要な有料アイテムを購入する場合も、タクシー代の中から支出した。
    - （第15弾から）チェックポイントに先着するとボーナスとしてタクシー代に1000円が追加された。
    - （第15弾）筑波山チェックポイントでは、先着ボーナスのみだがクリアが簡単なイージーミッションと、クリアすれば追加で3000円を獲得できるハードミッションが2択として用意された。
    - （第19弾）安房小湊駅チェックポイントの先着ボーナスが2倍の2000円に設定された。
    - （第17弾、第20弾）熱中症対策として両チームに最初から3000円加算した。
    - （第21弾から）スタート時に支給されるタクシー費用が1万5千円になる。(第24弾は13000円)また、各弾ごとに設定されたチェックポイントからスタート時に抽選で選ばれた1カ所だけ、先着ボーナスが3000円に増額された。
    - （第22弾）長湯温泉ミッションクリアに必要な温泉入浴料が事前支給された1000円を超えた場合は不足分はタクシー代から支払う,なお逆に超えなかった場合は余った分はタクシー代に加算できる。

  - バス側は路線バス・コミュニティバス・予約制でない自主運行バス・高速バスの一般道区間・列車代行バス・BRTなどを使用できる。またローカル路線バス乗り継ぎの旅シリーズで禁止されているデマンドバスについては明確な制約はなく、当日予約可能なら利用できる[注 3]。高速バス・路線バスの高速道路区間、宿泊施設やチェックポイント以外の送迎バスは原則として利用できない。
  - 鉄道側はJRの普通列車・快速列車、私鉄、地下鉄、第三セクター、路面電車、ケーブルカー、LRT等に限り使用でき、JR・私鉄の利用時に運賃以外（特急料金や指定席料金など）が発生する特急列車[注 4]や新幹線、列車代行バス、BRTなどは利用できない。
    - 鉄道が災害等で不通となった際などに鉄道会社が運行する代行バスやBRTについては、バスチームは利用できるが鉄道チームは利用できない[注 5]。

  - ルートや宿等の情報収集は、地図や時刻表（エリア全域の時刻表がわかるものはNG）等の閲覧、案内所や地元の人からの聞き込みのみ。インターネットは使用禁止（ただし、聞き込みされた地元の人が情報をインターネットで調べることには制約はない）。撮影や宿泊等の交渉は自分達で行う。その際、宿泊施設の送迎を移動手段として用いることは可能である。
  - （第13弾）1日目終了後の電話で「現在地」と「タクシー費用の残金」を報告しあったが、どちらか一つは嘘をついてはいけないとされた。

※第9弾から放送終了後にTver、ネットもテレ東などで「旅行総合研究所タビリス」協力による『答え合わせ動画』を期間限定で配信している。回によっては日を改めて収録することもあれば、旅が終了した直後に収録することもある。
詳細は水バラ#スピンオフ企画を参照。

## 放送リスト

### 土曜スペシャル枠 『太川・蛭子 ローカル鉄道寄り道の旅』
| 弾 | 放送日        | タイトル                          | 起点   | 終点       | ゲスト     | 結果 | 成果・経路 | 備考 |
| -- | ------------- | --------------------------------- | ------ | ---------- | ---------- | ---- | --- | --- |
| 1  | 2018年9月8日  | 太川・蛭子 ローカル鉄道寄り道の旅 | 栃木駅 | 会津若松駅 | 高橋ひとみ | 成功 | 68450円（目標設定なし） 下車駅：合戦場駅-楡木駅-新鹿沼駅-板荷駅-上今市駅-川治温泉駅-鬼怒川温泉駅-川治湯元駅-中三依温泉駅-湯野上温泉駅-大川ダム公園駅                    | 18:30 - 19:54 |
| 2  | 2018年12月8日 | 太川・蛭子のローカル鉄道寄り道旅2 | 長野駅 | 金沢駅     | 遠藤久美子 | 失敗 | 178910円（目標20万円） 下車駅：三才駅-古間駅-黒姫駅-二本木駅-名立駅-梶屋敷駅-糸魚川駅-親不知駅-越中宮崎駅-西魚津駅-越中中村駅-中加積駅-新相ノ木駅-新庄田中駅-電鉄富山駅 | 18:30 - 20:06 太川・蛭子×華丸・大吉 乗り継ぎ旅2時間半コラボSP 『博多華丸・大吉のごごから日帰り旅!!2 熱海・伊豆編』（20:06 - 20:54）との二本立て。 |
| 3  | 2019年3月9日  | 太川・蛭子 ローカル鉄道寄り道旅3  | 盛岡駅 | 青森駅     | 鈴木奈々   | 成功 | 107463円（目標97200円） 下車駅：巣子駅-渋民駅-いわて沼宮内駅-御堂駅-小繋駅-一戸駅-金田一温泉駅-北高岩駅-八戸駅-小川原駅-狩場沢駅                                        | 18:30 - 20:02 『博多華丸・大吉の週末湯治旅 草津温泉編』（20:02 - 20:54）との二本立て。                                                            |

### プレ特番
| 回 | 放送日        | タイトル                                                              | 弾 | 起点   | 終点             | ゲスト                           | 結果 | 成果・経路                                                                                     | 備考          |
| -- | ------------- | --------------------------------------------------------------------- | -- | ------ | ---------------- | -------------------------------- | ---- | ---------------------------------------------------------------------------------------------- | ------------- |
| 1  | 2019年3月14日 | 太川蛭子のローカル鉄道寄り道旅 絶景の日本海！青森からめざせ秋田・角館 | 4  | 青森駅 | 角館駅           | 橋本マナミ、真野恵里菜、錦野旦   | 失敗 | 50299円（目標9万円） 下車駅：川部駅-鰺ヶ沢駅-深浦駅-東能代駅-上杉駅-阿仁前田駅-萱草駅-岩野目駅 | 18:55 - 20:49 |
| 2  | 2019年3月23日 | 蛭子さんの新企画が始動！蛭子能収のひとりで行けるかな？ 早春の富士五湖 | 1  | 山中湖 | 下部温泉黄金の湯 | 鈴木奈々、スギちゃん、つるの剛士 | 成功 | 17163円（資金10万円）                                                                          | 13:20 - 14:26 |

### レギュラー放送
| 2019年                   | 2019年                   | 2019年                                                                 | 2019年 | 2019年 | 2019年 | 2019年 | 2019年 | 2019年 | 2019年                                                                                                 |
| 回                       | 放送日                   | サブタイトル                                                           | 弾 | 出発地 | 目的地 | ゲスト＆マドンナ（☆印） | 結果 | 成果・経路 | 備考                                                                                                   |
| 毎週木曜日 18:55 - 19:53 | 毎週木曜日 18:55 - 19:53 | 毎週木曜日 18:55 - 19:53                                               | 毎週木曜日 18:55 - 19:53 | 毎週木曜日 18:55 - 19:53 | 毎週木曜日 18:55 - 19:53 | 毎週木曜日 18:55 - 19:53 | 毎週木曜日 18:55 - 19:53 | 毎週木曜日 18:55 - 19:53 | 毎週木曜日 18:55 - 19:53                                                                               |
| ------------------------ | ------------------------ | ---------------------------------------------------------------------- | --- | --- | --- | --- | --- | --- | --- |
| 1                        | 4月18日                  | ローカル鉄道寄り道旅 いざ信州へ！豪華2時間SP                           | 5 | 軽井沢駅 | 湯田中駅 | 壇蜜、石川ひとみ、峰竜太 | 成功 | 84,331円（目標77,760円） 下車駅：平原駅-信濃国分寺駅-三好町駅-中塩田駅-八木沢駅-別所温泉駅-千曲駅-姨捨駅-屋代駅-千曲駅-日野駅-村山駅-都住駅-延徳駅-上条駅 | 18:55 - 20:49                                                                                          |
| 2                        | 4月25日                  | 蛭子能収のひとりで行けるかな？春の駿河湾 談春参戦SP                    | 2 | 沼津 | 三保の松原 | 遼河はるひ、山崎弘也（アンタッチャブル）、立川談春、陣内智則 | 成功 | 10,418円（資金10万円） | |
| 3                        | 5月9日                   | 太川蛭子の旅バラSP ローカル鉄道寄り道旅                                | 6 | 秩父駅 | 赤城駅 | 優木まおみ、児嶋一哉（アンジャッシュ）、大和田伸也、麻生祐未 | 失敗 | 64,040円（目標113,400円） 下車駅：和銅黒谷駅-長瀞駅-波久礼駅-持田駅-武州荒木駅-館林駅-足利市駅-三枚橋駅-新桐生駅-神戸駅-通洞駅-原向駅 | 18:55 - 20:49                                                                                          |
| 4                        | 5月16日                  | 東北横断！ローカル路線バス乗り継ぎの旅                                 | 1 | 余目駅 | 田老駅 | かたせ梨乃、中川翔子 | 成功 | バス（9本、9230円） タクシー（1回、9410円） | 18:55 - 20:49                                                                                          |
| 5                        | 5月23日                  | 新緑の房総 賢い倹約旅 蛭子さんが節約したらステキな旅に                 | 3 | 木更津 | 九十九里 | 黒沢かずこ（森三中）、足立梨花、椿鬼奴、勝村政信 | 失敗 | 34,716円没収（資金10万円） | |
| 6                        | 6月6日                   | バス旅2019 高尾山からめざせ諏訪湖                                      | 2 | 高尾山 | 諏訪湖 | 鈴木奈々（☆）、中村雅俊 | 失敗 | バス（14本、5630円） タクシー（4回、9970円） 徒歩（3回、約8km） | |
| 7                        | 6月13日                  | バス旅2019 高尾山からめざせ諏訪湖                                      | 2 | 高尾山 | 諏訪湖 | 鈴木奈々（☆）、中村雅俊 | 失敗 | バス（14本、5630円） タクシー（4回、9970円） 徒歩（3回、約8km） | |
| 8                        | 6月27日                  | 太川蛭子の旅バラSP ローカル鉄道寄り道旅 日本の原風景へ松阪〜伊勢〜鳥羽 | 7 | 津駅 | 賢島駅 | 真野恵里菜（☆）、春日俊彰（オードリー） | 成功 | 107,244円（目標10万円） 下車駅：桃園駅-松阪駅-伊勢中原駅-斎宮駅-朝熊駅-鳥羽駅-白木駅-松尾駅-中之郷駅-五知駅 | 18:55 - 20:49                                                                                          |
| 9                        | 7月18日                  | えびつるの村おこし旅 群馬の村に眠る絶品食材探し                        | 1 | 群馬県 | 群馬県 | 菊地亜美 | 高山村（ビーツの大蒜炒め） 川場村（雪ほたか米の釜炊き、雪ほたか地鶏の鉄板焼き、銀ひかりの刺身となめろう） | 高山村（ビーツの大蒜炒め） 川場村（雪ほたか米の釜炊き、雪ほたか地鶏の鉄板焼き、銀ひかりの刺身となめろう） | |
| 10                       | 7月25日                  | バス旅2019（栃木県・日光東照宮〜福島県・会津若松）                     | 3 | 日光 | 会津若松 | 村上佳菜子（☆） | 成功 | バス（12本、6190円） タクシー（2回、8710円） 徒歩（5回、約15.6 km） | 18:55 - 20:49                                                                                          |
| 11                       | 8月1日                   | ローカルすぎバスツアーの旅 夏の三浦半島と琵琶湖へ                      | 1 | 神奈川県・夏の三浦半島！ローカル体験満喫ツアー：堀田茜（☆）、東貴博、ジャングルポケット・斉藤慎二 滋賀県・一攫千金！水の都で贅沢三昧ツアー：堀田茜（☆）、具志堅用高、スギちゃん | 神奈川県・夏の三浦半島！ローカル体験満喫ツアー：堀田茜（☆）、東貴博、ジャングルポケット・斉藤慎二 滋賀県・一攫千金！水の都で贅沢三昧ツアー：堀田茜（☆）、具志堅用高、スギちゃん | 神奈川県・夏の三浦半島！ローカル体験満喫ツアー：堀田茜（☆）、東貴博、ジャングルポケット・斉藤慎二 滋賀県・一攫千金！水の都で贅沢三昧ツアー：堀田茜（☆）、具志堅用高、スギちゃん | 神奈川県・夏の三浦半島！ローカル体験満喫ツアー：堀田茜（☆）、東貴博、ジャングルポケット・斉藤慎二 滋賀県・一攫千金！水の都で贅沢三昧ツアー：堀田茜（☆）、具志堅用高、スギちゃん | 神奈川県・夏の三浦半島！ローカル体験満喫ツアー：堀田茜（☆）、東貴博、ジャングルポケット・斉藤慎二 滋賀県・一攫千金！水の都で贅沢三昧ツアー：堀田茜（☆）、具志堅用高、スギちゃん | |
| 12                       | 8月8日                   | えびつるの勝手に村おこし旅 千葉・外房へ                                | 2 | 千葉県 | 千葉県 | 白鳥久美子（たんぽぽ） | 銚子漁港〜犬吠埼〜外川漁港〜旭市〜匝瑳市〜山武市 | 銚子漁港〜犬吠埼〜外川漁港〜旭市〜匝瑳市〜山武市 | |
| 13                       | 8月22日                  | 太川蛭子の旅バラ2時間SP ローカル鉄道寄り道旅 天浜線で夏の浜名湖めぐり  | 8 | 掛川駅 | 新所原駅 | すみれ（☆） | 成功 | 下車駅：細谷駅-敷地駅-上野部駅-常葉大学前駅-気賀駅-尾奈駅 | 18:55 - 20:49                                                                                          |
| 14                       | 8月29日                  | 北海道横断！太川蛭子のバス旅2019第4弾                                  | 4 | 札幌駅 | 網走駅 | 生駒里奈（☆） | 成功 | バス（18本、13500円） タクシー（1回、4390円） | 1部；18:55 - 21:10 2部；21:14 - 21:48                                                                  |
| 15                       | 9月12日                  | 2時間SP ローカル鉄道寄り道旅 爽快！夏の九州                            | 9 | 鹿児島中央駅 | 熊本駅 | 松井珠理奈（SKE48)（☆） | 失敗 | 下車駅：薩摩松元駅-隈之城駅-薩摩高城駅-牛ノ浜駅-西出水駅-袋駅-たのうら御立岬公園駅-日奈久温泉駅-松橋駅-（逆行）-小川駅 | 18:55 - 20:49                                                                                          |
| 毎週水曜日 19:54 - 21:00 |                          |                                                                        | | | | | | | |
| 16                       | 10月9日                  | 引っ越し初回スペシャル バス旅第5弾 北陸横断の旅！                      | 5 | 高田城 | 東尋坊 | 遼河はるひ（☆） | 失敗 | バス（21本、11130円） タクシー（1回、5740円） 徒歩（4回、約13.2 km） | 18:55 - 21:00                                                                                          |
| 延期                     | 10月16日                 | 2時間SP ローカル鉄道寄り道旅 伊勢原〜箱根・強羅                        | 第10弾・マドンナ：久松郁実 の放送を予定していたが、放送直前の令和元年東日本台風（台風19号）で被災したロケ路線や地域住民等に配慮して急遽放送を無期限の延期とした。 差し替えには、土曜スペシャルで放送した『ローカル路線バス乗り継ぎの旅 第24弾〜山口・錦帯橋〜京都・天橋立〜』（マドンナ：熊切あさ美）の再編集短縮版を放送した。 その後、箱根登山電車の完全復旧に合わせて、運転再開前日の2020年7月22日に後継番組の『水バラ』で路線復活記念特番『太川蛭子ローカル鉄道寄り道旅 箱根登山電車再開記念 伊勢原〜箱根』として放送した。 | 第10弾・マドンナ：久松郁実 の放送を予定していたが、放送直前の令和元年東日本台風（台風19号）で被災したロケ路線や地域住民等に配慮して急遽放送を無期限の延期とした。 差し替えには、土曜スペシャルで放送した『ローカル路線バス乗り継ぎの旅 第24弾〜山口・錦帯橋〜京都・天橋立〜』（マドンナ：熊切あさ美）の再編集短縮版を放送した。 その後、箱根登山電車の完全復旧に合わせて、運転再開前日の2020年7月22日に後継番組の『水バラ』で路線復活記念特番『太川蛭子ローカル鉄道寄り道旅 箱根登山電車再開記念 伊勢原〜箱根』として放送した。 | 第10弾・マドンナ：久松郁実 の放送を予定していたが、放送直前の令和元年東日本台風（台風19号）で被災したロケ路線や地域住民等に配慮して急遽放送を無期限の延期とした。 差し替えには、土曜スペシャルで放送した『ローカル路線バス乗り継ぎの旅 第24弾〜山口・錦帯橋〜京都・天橋立〜』（マドンナ：熊切あさ美）の再編集短縮版を放送した。 その後、箱根登山電車の完全復旧に合わせて、運転再開前日の2020年7月22日に後継番組の『水バラ』で路線復活記念特番『太川蛭子ローカル鉄道寄り道旅 箱根登山電車再開記念 伊勢原〜箱根』として放送した。 | 第10弾・マドンナ：久松郁実 の放送を予定していたが、放送直前の令和元年東日本台風（台風19号）で被災したロケ路線や地域住民等に配慮して急遽放送を無期限の延期とした。 差し替えには、土曜スペシャルで放送した『ローカル路線バス乗り継ぎの旅 第24弾〜山口・錦帯橋〜京都・天橋立〜』（マドンナ：熊切あさ美）の再編集短縮版を放送した。 その後、箱根登山電車の完全復旧に合わせて、運転再開前日の2020年7月22日に後継番組の『水バラ』で路線復活記念特番『太川蛭子ローカル鉄道寄り道旅 箱根登山電車再開記念 伊勢原〜箱根』として放送した。 | 第10弾・マドンナ：久松郁実 の放送を予定していたが、放送直前の令和元年東日本台風（台風19号）で被災したロケ路線や地域住民等に配慮して急遽放送を無期限の延期とした。 差し替えには、土曜スペシャルで放送した『ローカル路線バス乗り継ぎの旅 第24弾〜山口・錦帯橋〜京都・天橋立〜』（マドンナ：熊切あさ美）の再編集短縮版を放送した。 その後、箱根登山電車の完全復旧に合わせて、運転再開前日の2020年7月22日に後継番組の『水バラ』で路線復活記念特番『太川蛭子ローカル鉄道寄り道旅 箱根登山電車再開記念 伊勢原〜箱根』として放送した。 | 第10弾・マドンナ：久松郁実 の放送を予定していたが、放送直前の令和元年東日本台風（台風19号）で被災したロケ路線や地域住民等に配慮して急遽放送を無期限の延期とした。 差し替えには、土曜スペシャルで放送した『ローカル路線バス乗り継ぎの旅 第24弾〜山口・錦帯橋〜京都・天橋立〜』（マドンナ：熊切あさ美）の再編集短縮版を放送した。 その後、箱根登山電車の完全復旧に合わせて、運転再開前日の2020年7月22日に後継番組の『水バラ』で路線復活記念特番『太川蛭子ローカル鉄道寄り道旅 箱根登山電車再開記念 伊勢原〜箱根』として放送した。 | 18:55 - 21:00                                                                                          |
| 17                       | 10月30日                 | バス旅2019第6弾 秋の陣 静岡・三保の松原〜山梨・清里                    | 6 | 三保の松原 | 清里駅 | 宇垣美里（☆） | 成功 | バス（12本、5850円） タクシー（2回、9050円） 徒歩（2回、約3.6 km） | 18:55 - 21:00                                                                                          |
| 18                       | 11月13日                 | バスvs鉄道乗り継ぎ対決旅 盛岡〜青森県・八甲田                          | 1 | 盛岡駅 | 八甲田ロープウェー | 【バス】太川、蛭子、南明奈（☆） 【鉄道】村井美樹、スギちゃん、西野未姫 | 勝者：鉄道チーム[1] | \| \| バス \| 鉄道 \| \| ------------ \| -------- \| --------- \| \| 乗車本数 \| 12本 \| 5本 \| \| 運賃合計 \| 11040円 \| 5820円 \| \| タクシー \| 3回 \| 2回 \| \| タクシー料金 \| 9990円 \| 9990円 \| \| 徒歩 \| 1回 \| 3回 \| \| 徒歩総距離 \| 約1.2 km \| 約22.2 km \| | 18:55 - 21:00 ※2020年1月4日に一部地域で再放送。 ※2021年2月24日に『水バラ』枠で再編集版・感想戦を放送。 |
| 19                       | 12月25日                 | 最終回 バス旅2019ラストラン2時間半SP 郡山〜銀山温泉                    | 7 | 郡山 | 銀山温泉 | 加藤紀子（☆） 熊切あさ美（☆） さとう珠緒（☆） | 成功 | バス（14本、7610円） タクシー（3回、20000円） 徒歩（1回、約8.5 km） | 18:30 - 21:00 ※2020年6月17日に『水バラ』にて再編集版を放送。                                           |
|                          | バス                     | 鉄道                                                                   | | | | | | | |
| 乗車本数                 | 12本                     | 5本                                                                    | | | | | | | |
| 運賃合計                 | 11040円                  | 5820円                                                                 | | | | | | | |
| タクシー                 | 3回                      | 2回                                                                    | | | | | | | |
| タクシー料金             | 9990円                   | 9990円                                                                 | | | | | | | |
| 徒歩                     | 1回                      | 3回                                                                    | | | | | | | |
| 徒歩総距離               | 約1.2 km                 | 約22.2 km                                                              | | | | | | | |

### 番組終了後も継続したシリーズ企画

#### ローカル路線バスVS鉄道 乗り継ぎ対決旅
|              | バス      | 鉄道       |
| ------------ | --------- | ---------- |
| 乗車本数     | 9本       | 10本       |
| 運賃合計     | 3970円    | 5560円     |
| タクシー     | 3回       | 5回        |
| タクシー料金 | 9940円    | 6150円+a   |
| 徒歩         | 5回       | 4回        |
| 徒歩総距離   | 約17.6 km | 約13.1km+α |

|              | バス      | 鉄道      |
| ------------ | --------- | --------- |
| 乗車本数     | 11本      | 5本       |
| 運賃合計     | 4540円    | 3190円    |
| タクシー     | 2回       | 3回       |
| タクシー料金 | 10000円   | 9950円    |
| 徒歩         | 12回      | 11回      |
| 徒歩総距離   | 約15.1 km | 約39.7 km |

|              | バス      | 鉄道      |
| ------------ | --------- | --------- |
| 乗車本数     | 9本       | 9本       |
| 運賃合計     | 4780円    | 4800円    |
| タクシー     | 3回       | 4回       |
| タクシー料金 | 10000円   | 9980円    |
| 徒歩         | 6回       | 8回       |
| 徒歩総距離   | 約15.4 km | 約35.3 km |

|              | バス      | 鉄道      |
| ------------ | --------- | --------- |
| 乗車本数     | 13本      | 6本       |
| 運賃合計     | 10380円   | 5570円    |
| タクシー     | 3回       | 2回       |
| タクシー料金 | 9980円    | 9080円    |
| 徒歩         | 7回       | 5回       |
| 徒歩総距離   | 約16.2 km | 約26.0 km |

|              | バス      | 鉄道      |
| ------------ | --------- | --------- |
| 乗車本数     | 12本      | 9本       |
| 運賃合計     | 8890円    | 6700円    |
| タクシー     | 2回       | 3回       |
| タクシー料金 | 9980円    | 9970円    |
| 徒歩         | 14回      | 10回      |
| 徒歩総距離   | 約32.4 km | 約34.4 km |

|              | バス      | 鉄道      |
| ------------ | --------- | --------- |
| 乗車本数     | 14本      | 11本      |
| 運賃合計     | 7660円    | 4640円    |
| タクシー     | 2回       | 3回       |
| タクシー料金 | 9540円    | 9950円    |
| 徒歩         | 7回       | 10回      |
| 徒歩総距離   | 約13.1 km | 約34.5 km |

|                  | バス          | 鉄道          |
| ---------------- | ------------- | ------------- |
| 乗車本数         | 16本          | 11本          |
| 運賃合計         | 9190円        | 5850円        |
| タクシー（料金） | 2回（7750円） | 5回（6380円） |
| フェリー（料金） | 1回（1350円） | 2回（3600円） |
| 徒歩             | 12回          | 12回          |
| 徒歩総距離       | 約15.3 km     | 約27.1 km     |

|              | バス      | 鉄道    |
| ------------ | --------- | ------- |
| 乗車本数     | 11本      | 9本     |
| 運賃合計     | 6140円    | 6980円  |
| タクシー     | 3回       | 3回     |
| タクシー料金 | 6390円+a  | 10000円 |
| 徒歩         | 8回       | 9回     |
| 徒歩総距離   | 約18.7 km | 約39km  |

|              | バス     | 鉄道      |
| ------------ | -------- | --------- |
| 乗車本数     | 15本     | 9本       |
| 運賃合計     | 5670円   | 3680円    |
| タクシー     | 3回      | 2回       |
| タクシー料金 | 9830円   | 9980円    |
| 徒歩         | 15回     | 16回      |
| 徒歩総距離   | 約20.3km | 約47.1 km |

|              | バス      | 鉄道      |
| ------------ | --------- | --------- |
| 乗車本数     | 21本      | 9本       |
| 運賃合計     | 9910円    | 4880円    |
| タクシー     | 4回       | 4回       |
| タクシー料金 | 9930円    | 9960円    |
| 徒歩         | 10回      | 11回      |
| 徒歩総距離   | 約18.6 km | 約38.1 km |

|                       | バス          | 鉄道          |
| --------------------- | ------------- | ------------- |
| 乗車本数              | 21本          | 5本           |
| 運賃合計              | 8560円        | 3140円        |
| フェリー（料金）      | 3回（3000円） | 1回（2520円） |
| 自転車（料金）        | 0回           | 1回（9300円） |
| タクシー（料金）      | 2回（6900円） | 0回           |
| 徒歩（分担M含）       | 21回          | 16回          |
| 徒歩総距離（分担M含） | 約25.6 km     | 約34.2 km     |

|              | バス      | 鉄道      |
| ------------ | --------- | --------- |
| 乗車本数     | 8本       | 6本       |
| 運賃合計     | 4720円    | 2690円    |
| タクシー     | 2回       | 2回       |
| タクシー料金 | 9930円    | 9030円    |
| 徒歩         | 9回       | 8回       |
| 徒歩総距離   | 約26.6 km | 約24.2 km |

|                                  | バス      | 鉄道      |
| -------------------------------- | --------- | --------- |
| 乗車本数                         | 16本      | 11本      |
| 運賃合計                         | 6650円    | 5570円    |
| タクシー                         | 4回       | 3回       |
| タクシー料金                     | 9920円    | 8990円    |
| おみやげ処こちくやミッション経費 | 0円       | 1000円    |
| 徒歩                             | 12回      | 13回      |
| 徒歩総距離                       | 約21.2 km | 約26.6 km |

|                  | バス      | 鉄道    |
| ---------------- | --------- | ------- |
| 乗車本数         | 8本       | 5本     |
| 運賃合計         | 2790円    | 3850円  |
| タクシー         | 3回       | 3回     |
| 先着ボーナス     | 1000円    | 2000円  |
| 筑波山ミッション | 3000円    | 0円     |
| タクシー料金     | 13940円   | 11940円 |
| 徒歩             | 16回      | 10回    |
| 徒歩総距離       | 約24.7 km | 約41km  |

|                    | バス      | 鉄道        |
| ------------------ | --------- | ----------- |
| 乗車本数           | 9本       | 6本         |
| 運賃合計           | 5730円    | 3470円      |
| タクシー           | 2回       | 2回         |
| 先着ボーナス       | 2000円    | 1000円      |
| タクシー料金       | 11980円   | 8780円+a    |
| レンタサイクル     | 0回       | 1回         |
| レンタサイクル料金 | 0円       | 1200円      |
| 徒歩               | 5回       | 9回         |
| 徒歩総距離         | 約18.8 km | 約47.3 km+a |

|              | バス      | 鉄道        |
| ------------ | --------- | ----------- |
| 乗車本数     | 10本      | 7本         |
| 運賃合計     | 6750円    | 5120円      |
| タクシー     | 3回       | 3回         |
| 先着ボーナス | 1000円    | 2000円      |
| タクシー料金 | 13960円   | 14920円     |
| 徒歩         | 8回       | 11回        |
| 徒歩総距離   | 約23.4 km | 約28.5 km+a |

|              | バス      | 鉄道      |
| ------------ | --------- | --------- |
| 乗車本数     | 11本      | 5本       |
| 運賃合計     | 6190円    | 6110円    |
| タクシー     | 2回       | 5回       |
| 先着ボーナス | 2000円    | 2000円    |
| タクシー料金 | 11960円   | 11920円   |
| 徒歩         | 14回      | 11回      |
| 徒歩総距離   | 約17.2 km | 約39.9 km |

|                        | バス    | 鉄道       |
| ---------------------- | ------- | ---------- |
| 乗車本数               | 19本    | 9本        |
| 運賃合計               | 8520円  | 6550円     |
| タクシー・フェリー     | 4回     | 4回        |
| 先着ボーナス           | 3000円  | 3000円     |
| タクシー・フェリー料金 | 13000円 | 13000円    |
| 徒歩                   | 12回    | 13回       |
| 徒歩総距離             | 約12km  | 約41.1km+a |

|                        | バス            | 鉄道            |
| ---------------------- | --------------- | --------------- |
| 乗車本数               | 8本             | 7本             |
| 運賃合計               | 10010円         | 13250円         |
| タクシー・フェリー     | 1回・3回        | 3回・4回        |
| 先着ボーナス           | 2000円          | 2000円          |
| タクシー・フェリー料金 | 1010円・13920円 | 3660円・11190円 |
| 徒歩                   | 10回            | 17回            |
| 徒歩総距離             | 約31.5km        | 約36.3km        |

|              | バス     | 鉄道     |
| ------------ | -------- | -------- |
| 乗車本数     | 8本      | 8本      |
| 運賃合計     | 7560円   | 4660円   |
| タクシー     | 2回      | 5回      |
| 先着ボーナス | 3000円   | 3000円   |
| タクシー料金 | 15530円  | 17880円  |
| 徒歩         | 12回     | 12回     |
| 徒歩総距離   | 約22.9km | 約29.6km |

|                        | バス     | 鉄道     |
| ---------------------- | -------- | -------- |
| 乗車本数               | 8本      | 12本     |
| 運賃合計               | 7180円   | 5620円   |
| タクシー               | 4回      | 6回      |
| 先着ボーナス           | 3000円   | 3000円   |
| タクシー料金           | 16300円  | 17650円  |
| 長湯温泉ミッション経費 | 1600円   | 1100円   |
| 徒歩                   | 9回      | 11回     |
| 徒歩総距離             | 約17.2km | 約27.6km |

|                                  | バス     | 鉄道    |
| -------------------------------- | -------- | ------- |
| 乗車本数                         | 14本     | 11本    |
| 運賃合計                         | 6380円   | 3720円  |
| タクシー                         | 3回      | 6回     |
| 先着ボーナス                     | 1000円   | 6000円  |
| タクシー料金                     | 15200円  | 20700円 |
| 伊香保温泉石段街ミッション経費   | 500円    | 0円     |
| 軽井沢アイスパークミッション経費 | 300円    | 300円   |
| 徒歩                             | 12回     | 17回    |
| 徒歩総距離                       | 約30.5km | 約46km  |

|              | バス     | 鉄道     |
| ------------ | -------- | -------- |
| 乗車本数     | 12本     | 6本      |
| 運賃合計     | 8770円   | 5220円   |
| タクシー     | 3回      | 6回      |
| 先着ボーナス | 4000円   | 1000円   |
| タクシー料金 | 16980円  | 14000円  |
| 徒歩         | 9回      | 9回      |
| 徒歩総距離   | 約24.3km | 約29.6km |

※バスチーム：12勝 勝率(0.500) vs 鉄道チーム：12勝 勝率(0.500)

##### バスVS鉄道乗り継ぎ対決旅10大事件簿 地上波では言えない裏話SP
スピンオフ番組としてParaviで 配信（全3回）。過去14回の対決で起きた大事件を選出し、未公開VTRや裏話などを交えて酒を片手に名場面を振り返る。
- 出演：太川陽介、村井美樹
- 進行役：チャンカワイ（Wエンジン）[注 30]
- ナレーション：小林将大
- 会場：鉄板焼き・お好み焼き大三（東京都世田谷区）[注 31]

#### ローカル鉄道寄り道旅
| 弾 | 放送日        | タイトル                                                              | 出発地   | 目的地 | マドンナ | 結果 | 成果・経路 | 備考          |
| -- | ------------- | --------------------------------------------------------------------- | -------- | ------ | -------- | ---- | --- | ------------- |
| 10 | 2020年7月22日 | 水バラ 太川蛭子ローカル鉄道寄り道旅 箱根登山電車再開記念 伊勢原～箱根 | 伊勢原駅 | 強羅駅 | 久松郁実 | 失敗 | 下車駅：東海大学前駅-栢山駅-富水駅-小田原駅-五百羅漢駅-穴部駅-和田河原駅-（逆行）-岩原駅-富士フイルム前駅-箱根板橋駅-大平台駅 | 18:25 - 21:00 |

## テーマソング
- もるつオーケストラ「ラリルレローカル」

## スタッフ

### 全企画共通
※『水バラ』『土曜スペシャル』枠での『ローカル路線バスVS鉄道乗り継ぎ対決旅（第2弾以降）』『ローカル鉄道寄り道旅（第10弾）』も含む。
- AP：小島千明
- プロデューサー：木村健作（バスvs鉄道15弾まで）、佐藤竜太
- チーフ・プロデューサー：髙野学（2018年9月8日 - 2019年6月27日）→ 越山進（2019年7月18日 - ）
- 製作著作：テレビ東京、PROTX

### ローカル鉄道寄り道旅
- 構成：藤本裕（1-10）
- ナレーター：TARAKO（1-4）、渡辺菜生子（5-10）
- 撮影：高橋一博（1-3,5-7,9-10）、関東裕子（1,3-7,9-10）、難波敬一（2,8-9）、野澤純平（4）、森谷富士雄（6）、岸本喜久（6）、杉山幸司（8）
- 音声：山田亮佑（1-3,5,8）、星野知世（4,6,9-10）、赤石未来（7）
- 音効：長濱麻衣子（1-7,9-10）、竹中幸治（7-8）
- MA：宮嶌宏道（1-3）、東麻奈美（4）、福田忠光（5）、杉山勉（6）、小田島真美（7-9）、澤田雅和（10）
- 編集：佃豪人（1,4）、佐藤良正（2-3）、洲脇陽平（5,7-8,10）、鈴木聡（6）、猿橋怜（9）
- リサーチ：能松あゆみ（1-6）
- 番宣：岩田牧子（1-2）、村田豪（3-10）
- ドローン：稲葉達也（2-3）、森谷富士雄（4）
- 技術協力：テクノマックス（1-4）、コブラ（3）、コスモ・スペース（3,5,7-8,10）、毎日映画社（4,6）、FKO STUDIO（5-10）、ニックビジョン・エムスタ（6-10）、ツウテック（10）
- 衣装協力：mont-bell（5）、CA4LA（6）、ETRE TOKYO（6）、GREED INTERNATIONAL（6）、COCOSHNIK（7）、LOUNIE（7）、Tommy Hilfiger（8）、TOMMY JEANS（8）、ottod'Ame（8）、RE SYU RYU（9）、enchanted（9）、Three Four Time（9）、GOLDY（9）、MOSSEL NEW YORK（10）、UNCAR （10）、LAGUNAMOON（10）、他
- AD：橋本直明（1）、宮本奈美恵（1-3）、竹村太平（1-2,4,6,9）、中込洋輔（2）、北原大輝（2-3）、坂田早紀（3-5,7-10）、坂井将太（5,8）、篠原任成（5,7,9-10）、鈴木麻央（7-8）、堀野拓己（10）、長谷川綾子（10）
- AP：五十嵐愛実（1-2,4,6,9）、笠原由貴（1-4,10）、奥田照美（5-10）、近藤夕華（5-9）
- デスク：出家李紅（1-4）、関口奈津美（1-4）、秋場香織（10）
- 制作協力：コスモ・スペース（1-2,4-6）、エクシーズ（2-3）
- ディレクター：奈須亮三（1-4）、山下紗季（1-2,6,9）、河原涼太郎（2,5）、浦山勉（3）、越智優（3）、武田雄一（4,6,9）、余語風香（4）、近藤篤（5,7-10）、山田翔太（5,7）、田中慶彦（6,9）、木塚圭司（7）、佐藤良（9）
- 演出：鹿島健城（1-2,4,6,9）、河原涼太郎（3,7-10）、奈須亮三（5）
- プロデューサー：高橋伸幸（1-2）、青山海太（1-10）

| *協力 | *協力                                                                                               |
| ----- | --------------------------------------------------------------------------------------------------- |
| 1     | 東武鉄道株式会社、野岩鉄道株式会社、会津鉄道株式会社、交通新聞社                                    |
| 2     | しなの鉄道株式会社、えちごトキめき鉄道株式会社、富山地方鉄道株式会社、IRいしかわ鉄道株式会社        |
| 3     | IGRいわて銀河鉄道株式会社、青い森鉄道株式会社                                                       |
| 4     | 東日本旅客鉄道株式会社、株式会社ジェイアール東日本企画、秋田内陸縦貫鉄道株式会社                    |
| 5     | しなの鉄道株式会社、上田電鉄株式会社、長野電鉄株式会社                                              |
| 6     | 秩父鉄道株式会社、東武鉄道株式会社、わたらせ渓谷鐵道株式会社                                        |
| 7     | 日本ロケーションサービス、近鉄グループホールディングス、近畿日本鉄道株式会社、中広                  |
| 8     | 天竜浜名湖鉄道株式会社、Prizement Co., Ltd.                                                         |
| 9     | 九州旅客鉄道株式会社、肥薩おれんじ鉄道株式会社                                                      |
| 10    | 小田急電鉄株式会社、伊豆箱根鉄道株式会社、箱根登山鉄道株式会社、新百合ヶ丘 MiSMO net、金乃竹 塔ノ澤 |

### 蛭子能収のひとりで行けるかな?
- 構成：渡邉勇穂（1-3）
- ナレーター：浅野真澄（1-3）
- 撮影：新井直樹（1）、黒川佳輔（1）、高橋勇士（1）、陣尾博幸（2）、長崎太資（2-3）、成毛紳（2-3）、土井崇（3）
- 音声：水野秀樹（1）、古賀公章（2）、笠原祥希（3）
- 音効：久坂惠紹（1-3）
- MA：八嶋末菜（1-3）
- VE：涌田真也（2）、石塚英雄（3）
- 編集：井上達生（1-2）、増田直人（3）
- 番宣：村田豪（1-3）
- 技術協力：港家（1）、すたじおましゅ（1-2）、ツウテック（1-3）、すたじおいろは（2-3）、ViViA（2-3）
- 衣装協力：merlot（3）、M&chubby（3）、&ellecy（3）
- タイトルロゴ：木村有里（1-3）
- 美術制作：SECOND LAB．（2）
- AD：原田卓弥（1）、阿部拓（1-2）、森永泰成（2）、北原大輝（3）、宮本奈美恵（3）、篠原任成（3）
- AP：笠原由貴（1）、山口ななえ（1-2）、奥田照美（2-3）、近藤夕華（2-3）
- デスク：出家李紅（1）、関口奈津美（1）
- 制作協力：ロングテイル（1-2）
- ディレクター：児玉アトム（1-2）、猪川昌哉（1-2）、越智優（1-3）、松岡秀尚（1,3）、工藤和彦（2）、山田翔太（3）、中込洋輔（3）
- 演出：青木忠明（1-3）
- プロデューサー：高橋伸幸（1-3）、中垣佐知子（1-3）

| *協力 | *協力                                    |
| ----- | ---------------------------------------- |
| 1     | 甲斐黄金村・湯之奥金山博物館、ホテル守田 |
| 2     | 吉原商店街振興組合、三保園ホテル         |
| 3     | いすみ鉄道、シダックス株式会社           |

### 太川蛭子のバス旅
- 構成：板垣悟司（1-7）
- ナレーター：バカボン鬼塚（1-4）、茂木淳一（5-7）
- 撮影：島田一男（1-2）、和泉隆之（1-2）、高橋一博（3,6-7）、野澤純平（3）、難波敬一（3,5-7）、片原孝太郎（4）、桜居大祐（4）、後藤佑真（4）、杉山幸司（5）、佐藤英介（5：イメージランド）、山口英之（6-7）、相澤進史（7）、内山遼省（7）
- 音声：大保政太郎（1）、西尾昌英（1-2）、山田亮佑（3,5,7）、斎藤泉（4）、星野知世（6）
- 音効：竹中幸治（3）、長濱麻衣子（4-6）
- 編集：洲脇陽平（1-2,4,7）、鈴木聡（3,6）、猿橋怜（5）
- MA：杉山勉（1）、小田島真美（2-7）
- 番宣：村田豪（1-7）
- 技術協力：プレゼンス・クルー（1-2）、dox（1-2）、FKO STUDIO（1-7）、ニックビジョン・エムスタ（1-7）、イメージランド（4）、北海道スカイビュー（4）、コスモ・スペース（5,7）
- 衣装協力：TIENS ecoute（1）、YUKI TORII（1）、Aquascout（2）、REDYAZEL（4）、H（7）、BYMITY、merlot（7）、pool studio alivier（7）、cawaii（7）、Manila Grace（7）、NO NAME（7）
- 協力：MAPPLE（1-7）、精進マウントホテル（6）
- AD：坂本純一（1,5）、奥原沙織（1,5）、篠原任成（1-2,4-5）、坂井将太（1-2,4-5,7）、長谷川綾子（1-2,4,7）、堀野拓己（2,4-5,7）、竹村太平（3,6）、大谷■希（6）、坂田早紀（7）
- AP：山田麻未奈（1）、奥田照美（1-7）、近藤夕華（1-7）、五十嵐愛実（3,6）、中村益久（5）、穂苅雄太（6-7）、清水洋子（6）
- ディレクター：芹沢達也（1,5）、植木光雄（1）、山田翔太（1-2,4,7）、近藤篤（2）、武田雄一（3,6）、山下紗季（3,6）、田中慶彦（3）、木塚圭司（5）、中川健太郎（5）、藤本貴之（6）
- 演出：中川健太郎（1-2）、木塚圭司（1-2,4,7）、鹿島健城（3,6）、山田翔太（5）
- プロデューサー：工藤真一（1-2,5）、青山海太（1-7）
- 制作協力：スーパーテレビジョン（1-2,5）、コスモ・スペース（3,6）

### えびつるの勝手に村おこし旅
- 構成：渡邉勇穂（1-2）
- ナレーター：山口由里子（1-2）
- 撮影：長崎太資（1）、鈴木克典（1）、土井崇（1-2）、遠藤径介（2）、小島隆志（2）
- 音声：鈴木卓也（1）、川口駿（1）、笠原祥希（2）、樋口大樹（2）
- 音効：久坂惠紹（1-2）
- MA：八嶋末菜（1-2）
- 編集：増田直人（1）、内田裕之（2）
- 番宣：村田豪（1-2）
- 医療監修：秋津医院・秋津嘉男院長（1）
- 映像提供：DISCOVER TAKAYAMA GUNMA（1）、銚子市漁協外川支所（2）
- 技術協力：ViVia（1-2）、ツウテック（1-2）、すたじおいろは（1-2）
- 衣装協力：ALDIES（2）、Sense of Grace（2）
- 協力：Coleman（1）、MAPPLE（1,2）
- AD：阿部拓（1-2）、森永泰成（1-2）、山田昇太郎（1-2）
- AP：奥田照美（1-2）、近藤夕華（1-2）、山口ななえ（1-2）
- 制作協力：ロングテイル（1-2）
- ディレクター：隈川恵美（1）、猪川昌哉（1-2）、児玉アトム（1-2）、越智優（1-2）
- 演出：青木忠明（1-2）
- プロデューサー：高橋伸幸（1-2）、中垣佐知子（1-2）

### ローカルすぎバスツアーの旅
- 構成：板垣悟司、谷口雅人
- ナレーター：伊藤りな
- 撮影：島田一男、和泉隆之
- 音声：西尾昌英
- 音効：長濱麻衣子
- 編集：洲脇陽平
- MA：杉山勉
- 番宣：村田豪
- 技術協力：プレゼンス・クルー、ZIOO、FKO STUDIO、ニックビジョン・エムスタ
- 衣装協力：GREED INTERNATIONAL、VIVIENNE TAM、他
- 協力：オリオンツアー、カッコーツアー、JLC
- AD：坂本純一、奥原沙織
- AP：山田麻未奈、奥田照美、近藤夕華、中村益久
- 制作協力：スーパーテレビジョン
- ディレクター：芹沢達也、植木光雄、中山康司、尾嶌幸佑
- 演出：木塚圭司、中川健太郎
- プロデューサー：工藤真一、青山海太

### バスvs鉄道乗り継ぎ対決旅
- 構成：渡邉勇穂（1-7,20-24）、増田直人（8）
- 作家：渡邉勇穂（17-19）
- ナレーター：服部伴蔵門（1-24）
- 撮影：山口健司（1）、長崎太資（1-2,5-17,19）、野村次郎（1-3,7,9,13,15-17,19）、土井崇（1-3,6-24）、高橋大介（1-3,8,10）、遠藤径介（1-11）、鈴木克典（2-20,22-24）、成毛紳（3,12-14）、嶋田隼朗（4）、小西康広（4）、寺谷裕之（5）、小川茂（11-12,15）、横地拓哉（12）、青天目章吾（18,20）、小澤誠一（18）、菊地雅俊（19,21）、生野美智伸（19）、北川雄介（20）、越智優（20）、新毛祐土（21-22,24）、上遠野椋（21-24）、川越貴太（23）
- 音声：丹野基樹（1）、古賀公章（1-2,19）、笠原祥希（2-4,6-8,10-20）、木村雄（3,5-12,14-17,19,21-22）、鈴木卓也（4-5,9）、平野望（13）、吉田健悟（18,20）、中野大輔（21-23）、福田拓海（23-24）、太田暉人（24）
- VE：平野望（3,12,15、2）、丹野基樹（3-8,10-14,17,20-24）、高崎祐吉（4）、山本秋（5）、後藤了治（5）、三浦大輔（5）、横地拓哉（6-11,13-16,19）、成毛紳（9,19）、涌田真也（13）、斉藤将一（16-17）、小松慎平（18）、深田侑希（18）、斎藤大一（20）、福田拓海（21-22）、木村雄（24）
- ドローン：猪川昌哉（14-24）、空村裕介（14-15,17-24）、ツウテック（16-24）
- 編集：増田直人（1-7,14-24）、井上遼生（9-12,17-22）、村田充（13）、茂木雅人（18-19）
- MA：八嶋末菜（1-6,8-10,14-18）、飯田大志（7）、豊田紗佑里（11,13）、山田謙一（12）、蜷川広泰（19）、川原崎智史（20）、柴田敏幸（21）、大野夏希（22）、佐藤篤則（23-24）
- 音効：久坂惠紹（1-20,22-24）、戯音工房（21）
- 番宣：村田豪（1-5）、中村由菜（6-8,10-11）、石津早也果（9）、柳沙織（11）、高瀬真美（12-15）、村上由香（16-22）、水野美帆（23-24）
- 車両：STAR LINE EXPRESS（17）
- 衣装協力：（省略）
- 協力：ジェイアールバス東北（1）、八甲田ロープウェイ（1）、IGRいわて銀河鉄道（1）、青い森鉄道（1）、十和田観光電鉄（1）、南部バス（1）、岩手県北バス（1）、昭文社（1-24）、上信電鉄（3）、北原荘（4）、京念殊・仏具森信三郎商舗（7）、かしまフィルムコミッション（9）、上島町役場（12）、天童市（13）、福島市ロケツーリズム推進会議（13）、伊勢湾フェリー（20）、名鉄海上観光船（20）
- 映像提供：姫路フィルムコミッション（7）
- 技術協力：J.ドローン（1）、すたじおいろは（1-24）、ViViA（1-24）、ツウテック（2-4,6-15）、金沢映像センター（4）、HBC FLEX（5）、空村裕介（5）、メカトロニクス（6）、麒麟スタジオ（7-9）、ヌーベルアージュ（7）、すたじおましゅ（8-12,16-22,24）、麻布プラザ（11-14,18-19, 21,23-24）、戯音工房（17-20,22,24）、SDTエンタープライズ（18）、ライズカンパニー（21-24）
- デスク：秋場香織（3-23）、富里美雪（9）
- AD：阿部拓（1-2,8-12,14-15,17-18,22-24）、宮本奈美恵（1-24）、羽根田翼（1-11）、山田昇太郎（1-16,18-19,23）、塚本洋平（4-5）、森永泰成（1、4-7）、濱田拓実（7）、野口立樹（7-16,18-19）、篠原任成（8）、中川美優（8-11）、鈴木快（9-11）、内藤玲央（9-11）、安達真登（10-24）、小川翔大（11-17）、櫻井薫（12-15）、沼田純一（12-15）、岩崎紀龍（12-19）、中西花穂（14-15）、遠藤真緒（16）、大石諒一（16-18）、熊田絢巴（17-19）、飯島康祐（17-19）、石井美千子（18-19）、吉田武蔵（20-23）、田頭裕太（20-24）、比嘉朗登（23）、深田章弘（23-24）、吉田頼（24）、矢野皓太郎（24）
- AP：穂苅雄太（1）、近藤夕華（1）、山口ななえ（1）、奥田照美（1,3-24）、笠原由貴（2-24）、生原敬太（4）、向山麻子（12-24）、小島千明（21-24）
- 制作協力：ロングテイル（1-9,11-24）
- ディレクター：奈須亮三（1,3-6）、森谷将（1-2,4,8,14,17）、松岡秀尚（1-12,16,20-24）、児玉アトム（1-15,18-20,22-24）、猪川昌哉（1-13）、中込洋輔（1-3,14-19, 21）、越智優（2-7,10-14,16,21-22）、工藤和彦（3,5,7-12,15）、北村高雄（6）、辻章太郎（8-11,15,17）、二瓶朔也（12-17,19）、平政海人（13-14,17,20）、空村裕介（13）、佐藤武人（14-16,18-24）、山下宏樹（16-18）、永島糧（17-18,23-24）、広野崇文（18）、小川翔大（18-24）、野口立樹（20-22）、アギラルトシロ（21,23）、小澤雄介（23-24）
- 演出：青木忠明（1-12）、松岡秀尚（13-15,17-19）、児玉アトム（16, 21）、中込洋輔（22-24）
- プロデューサー：高橋伸幸（1-24）、中垣佐知子（1-24）、生原敬太（5-7）、穂苅雄太（8-9）、杠政寛（16-23）

## ネット局と放送時間

### レギュラー放送時代のネット局
| 放送対象地域   | 放送局                | 系列           | 放送時間（JST）                         | 放送期間                 | 遅れ       | 備考      |
| -------------- | --------------------- | -------------- | --------------------------------------- | ------------------------ | ---------- | --------- |
| 関東広域圏     | テレビ東京（TX）      | テレビ東京系列 | 木曜 18:55 - 19:53 ↓ 水曜 19:54 - 21:00 | 2019年4月18日 - 12月25日 | 制作局     | 制作局    |
| 北海道         | テレビ北海道（TVh）   | テレビ東京系列 | 木曜 18:55 - 19:53 ↓ 水曜 19:54 - 21:00 | 2019年4月18日 - 12月25日 | 同時ネット |           |
| 愛知県         | テレビ愛知（TVA）     | テレビ東京系列 | 木曜 18:55 - 19:53 ↓ 水曜 19:54 - 21:00 | 2019年4月18日 - 12月25日 | 同時ネット |           |
| 大阪府         | テレビ大阪（TVO）     | テレビ東京系列 | 木曜 18:55 - 19:53 ↓ 水曜 19:54 - 21:00 | 2019年4月18日 - 12月25日 | 同時ネット |           |
| 岡山県・香川県 | テレビせとうち（TSC） | テレビ東京系列 | 木曜 18:55 - 19:53 ↓ 水曜 19:54 - 21:00 | 2019年4月18日 - 12月25日 | 同時ネット |           |
| 福岡県         | TVQ九州放送（TVQ）    | テレビ東京系列 | 木曜 18:55 - 19:53 ↓ 水曜 19:54 - 21:00 | 2019年4月18日 - 12月25日 | 同時ネット |           |
| 奈良県         | 奈良テレビ（TVN）     | 独立局         | 木曜 18:55 - 19:53 ↓ 水曜 19:54 - 21:00 | 2019年4月18日 - 12月25日 | 同時ネット |           |
| 滋賀県         | びわ湖放送（BBC）     | 独立局         | 木曜 18:55 - 19:53 ↓ 水曜 19:54 - 21:00 | 2019年4月18日 - 12月25日 | 同時ネット |           |
| 和歌山県       | テレビ和歌山（WTV）   | 独立局         | 木曜 18:55 - 19:53 ↓ 水曜 19:54 - 21:00 | 2019年4月18日 - 12月25日 | 同時ネット |           |
| 三重県         | 三重テレビ（MTV）     | 独立局         | 火曜 21:00 - 21:50                      | 2019年5月28日 - 不明     | 遅れネット |           |
| 青森県         | 青森朝日放送（ABA）   | テレビ朝日系列 | 木曜 15:56 - 16:50                      | 2019年5月16日 - 不明     | 遅れネット | [ 注 34 ] |
| 岩手県         | IBC岩手放送（IBC）    | TBS系列        | 土曜 13:00 - 13:54                      | 2019年6月1日 - 不明      | 遅れネット |           |
| 長野県         | 長野放送（NBS）       | フジテレビ系列 | 土曜 16:30 - 17:25                      | 2019年6月8日 - 不明      | 遅れネット | [ 注 35 ] |
| 福島県         | テレビユー福島（TUF） | TBS系列        | 日曜 14:00 - 14:54                      | 2019年6月2日 - 不明      | 遅れネット | [ 注 36 ] |
| 長崎県         | 長崎放送（NBC）       | TBS系列        | 土曜 15:00 - 15:54                      | 2019年6月 - 不明         | 遅れネット |           |
| 宮城県         | ミヤギテレビ（MMT）   | 日本テレビ系列 | 日曜 15:00 - 15:58                      | 2019年8月4日 - 不明      | 遅れネット | [ 注 37 ] |

- 岐阜放送・三重テレビを除く独立局では、同時ネットとはいえあくまでも番販ネットのため、自主編成で臨時非ネットにすることがあった。